# Волгоградська ТЕЦ-2
48°30′11″ пн. ш. 44°36′32″ сх. д. / 48.50305556° пн. ш. 44.60888889° сх. д.
Волгоградська ТЕЦ-2 — енергетичне підприємство у Волгограді, Південний федеральний округ. ТЕЦ є генеруючою потужністю "Лукойл-Волгограденерго".

## Експлуатація
Волгоградська ТЕЦ-2 введена в експлуатацію в 1956 . У складі станції 7 турбін та 10 парових котлів. Встановлена електрична потужність станції — 225 МВт , встановлена теплова потужність — 1112 Гкал/год. Здійснює надання електричної енергії в єдину електросистему Росії. Забезпечує електричну та теплову енергію ТОВ «Лукойл-Волгограднафтопереробка» та теплопостачання житлового фонду Заканальної частини Червоноармійського району Волгограда.
Волгоградська ТЕЦ-2 є однією з небагатьох станцій в РФ, де застосовується інгібітор комплексної дії «ОПТІОН-313» у вигляді порошку для запобігання накипоутворенню та мінімізації процесів корозії в тепловій мережі[значущість факту?] ].